# Oulad Zbair
Oulad Zbair (àrab أولاد ازباير Awlād Uzbāyr) és una comuna rural de la província de Taza de la regió de Fes-Meknès. Segons el cens de 2014 tenia una població total de 17.747 persones.